# Ludwig X. (Bayern)

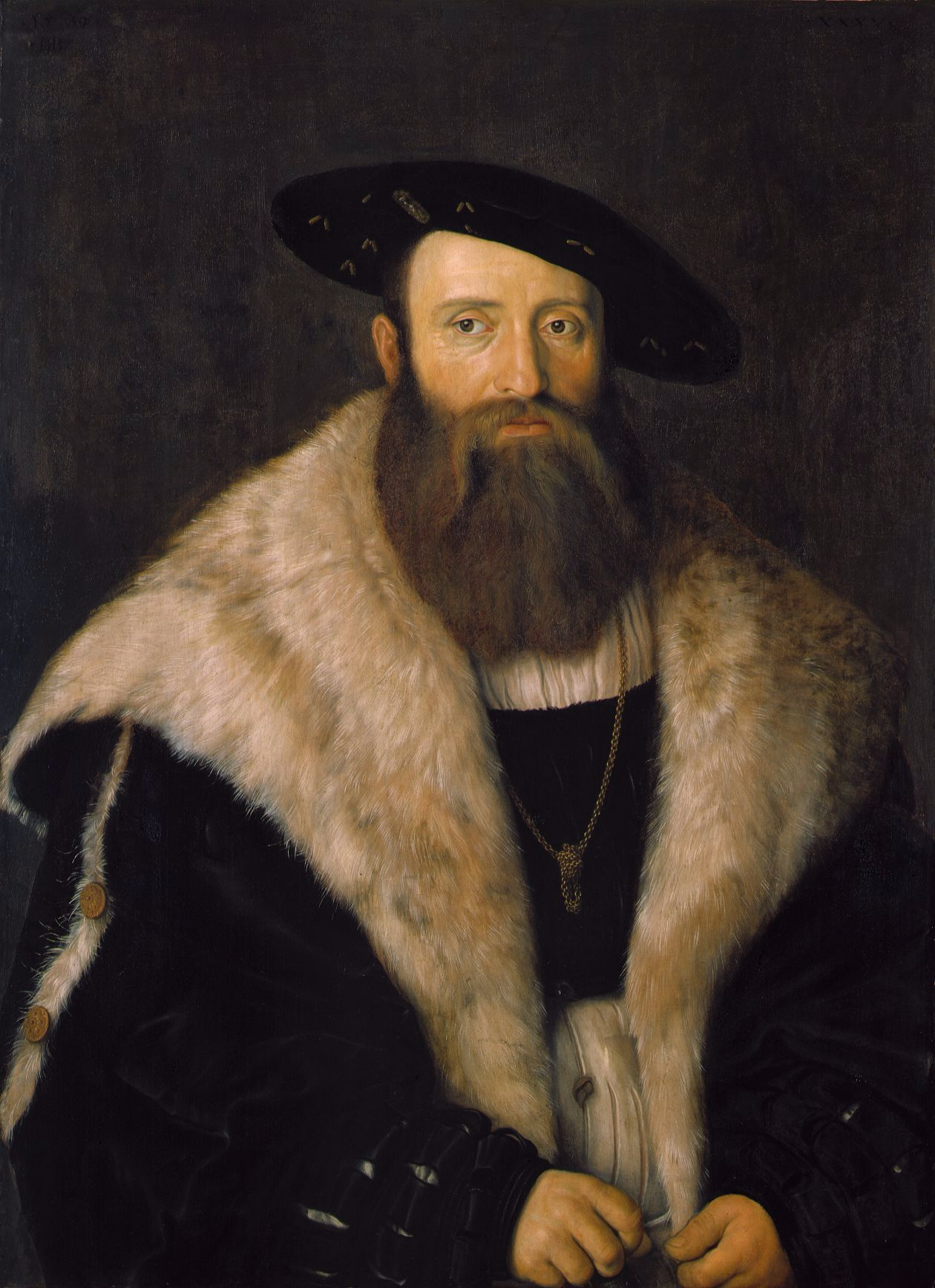
Barthel Beham, erstes Bild der im Auftrag seines mitregierenden älteren Bruders, des Herzogs Wilhelm IV. von Bayern gefertigten sog. großen Wittelsbacher-Serie, 1530, Alte Pinakothek

Ludwig X. von Bayern  (* 18. September 1495 auf der Burg Grünwald; † 22. April 1545 in Landshut) war als jüngerer Sohn 1508 wegen des Primogeniturgesetzes aus dem Jahr 1506 von der Nachfolge im Herzogtum Bayern ausgeschlossen, erlangte jedoch am 17. Februar 1514 von seinem älteren Bruder Herzog Wilhelm IV. die Mitregierung. Nach einem Streit einigten sich die Brüder auf eine neuerliche Teilung des Herzogtums, wodurch Ludwig X. ab 14. Oktober 1514 bis zu seinem Tod von Landshut aus ebenfalls selbständig als Herzog von Bayern regierte – allerdings nur in den Bezirken Landshut und Straubing.
Er bewarb sich 1526 um die Wenzelskrone und 1530 um die Wahl zum Römisch-deutschen König, unterlag jedoch jeweils gegen Ferdinand I. Erzherzog von Österreich (* 1503; † 1564). Sein Tod 1545 markierte das endgültige Ende der Landesteilungen des Herzogtums Bayerns.

## Leben

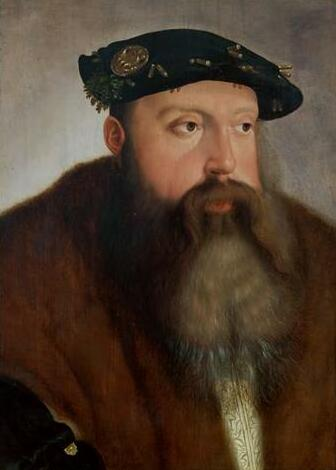
Nach Christoph Amberger, Herzog Ludwig X. von Bayern, um 1540, Kunsthistorisches Museum

### Frühe Jahre
Ludwigs Vater Albrecht IV. hatte 1506 die Unteilbarkeit und die Primogenitur für die bayerischen Lande festgesetzt. Daher übernahm nach seinem Tod am 18. März 1508 Ludwigs älterer Bruder Wilhelm IV. die Alleinregierung. Ludwig war auf eine Apanage und den Titel eines Grafen von Vohburg beschränkt. Mit der Erziehung der beiden jüngeren Brüder Ludwig und Ernst wurde 1509 Johannes Aventinus beauftragt.
Als er volljährig wurde, erhob Ludwig dennoch Ansprüche auf die Mitregierung mit der Begründung, vor der Erbregelung geboren worden zu sein, und bat Kaiser Maximilian I. um Hilfe. Die Landschaft befürchtete eine Neuauflage des Landshuter Erbfolgekrieges. Auf ihr Drängen akzeptierte Wilhelm am 17. Februar 1514 die Mitregierung. Schon bald rückte er jedoch davon ab und bereitete sich auf einen Waffengang gegen seinen Bruder vor. Kaiser Maximilian erließ daraufhin am 29. September 1514 in Innsbruck einen Schiedsspruch, wonach Ludwig den Titel eines Herzogs und ein Viertel des Territoriums Bayerns erhalten sollte. Die Brüder waren bald misstrauisch gegenüber dem Kaiser, der sich bereits 1505 seine Vermittlung im Landshuter Erbfolgekrieg durch abgetretenes bayerisches Territorium teuer hatte bezahlen lassen und einigten sich bereits auf ihrem Rückweg am 14. Oktober 1514 in Rattenberg (einen der an Maximilian verlorenen ehemals bayerischen Orte) anders: Wilhelm sollte von München aus die Bezirke der Rentämter München und Burghausen regieren, Ludwig von Landshut aus die Bezirke Landshut und Straubing. Diese Machtaufteilung funktionierte tatsächlich; es gab nur unwesentliche Meinungsverschiedenheiten. Allerdings scheint ein Eheverzicht Ludwigs die Bedingung für die Einigung gewesen zu sein. Dieser hatte dann verschiedene Mätressen; seine spätere Lebensgefährtin Ursula von Weichs (ca. 1500–1568) nahm am Landshuter Hof schließlich eine eheähnliche Stellung ein; Barthel Beham schuf pendantartige Porträts des Paares.

### Regierung
Unter Ludwig X. durften die Schriften Martin Luthers zunächst auch in Bayern gedruckt und verbreitet werden. Die päpstlichen Bannbullen von 1520 wurden kaum beachtet. Erst nach dem Reichstag zu Worms und dem Wormser Edikt gelang es Kaiser Karl V., Wilhelm und Ludwig auf seine Seite zu ziehen. Mit der Grünwalder Konferenz, die im Februar 1522 auf der Burg Grünwald stattfand, gewann ein Ereignis in der Grünwalder Geschichte europäische Bedeutung. Auf dieser Konferenz vereinbarten die Brüder Wilhelm und Ludwig, der auf der Burg auch geboren worden war, dass Bayern auch künftig dem „alten Glauben“ zugehörig sein solle, die Kirche aber zu reformieren sei. Dieser Beschluss wird heute als Beginn der Gegenreformation im Reich und den habsburgischen Landen verstanden und hatte Auswirkungen, die die Geschichte Europas über die nächsten Jahrhunderte prägen sollten.
Im Bauernkrieg agierte Ludwig nicht sehr glücklich. Nach dem Waffenstillstand mit den schwäbischen Bauern vom 30. Mai 1525 schickte er seine Truppen gen Osten, um dem belagerten Erzbischof von Salzburg zu Hilfe zu eilen.

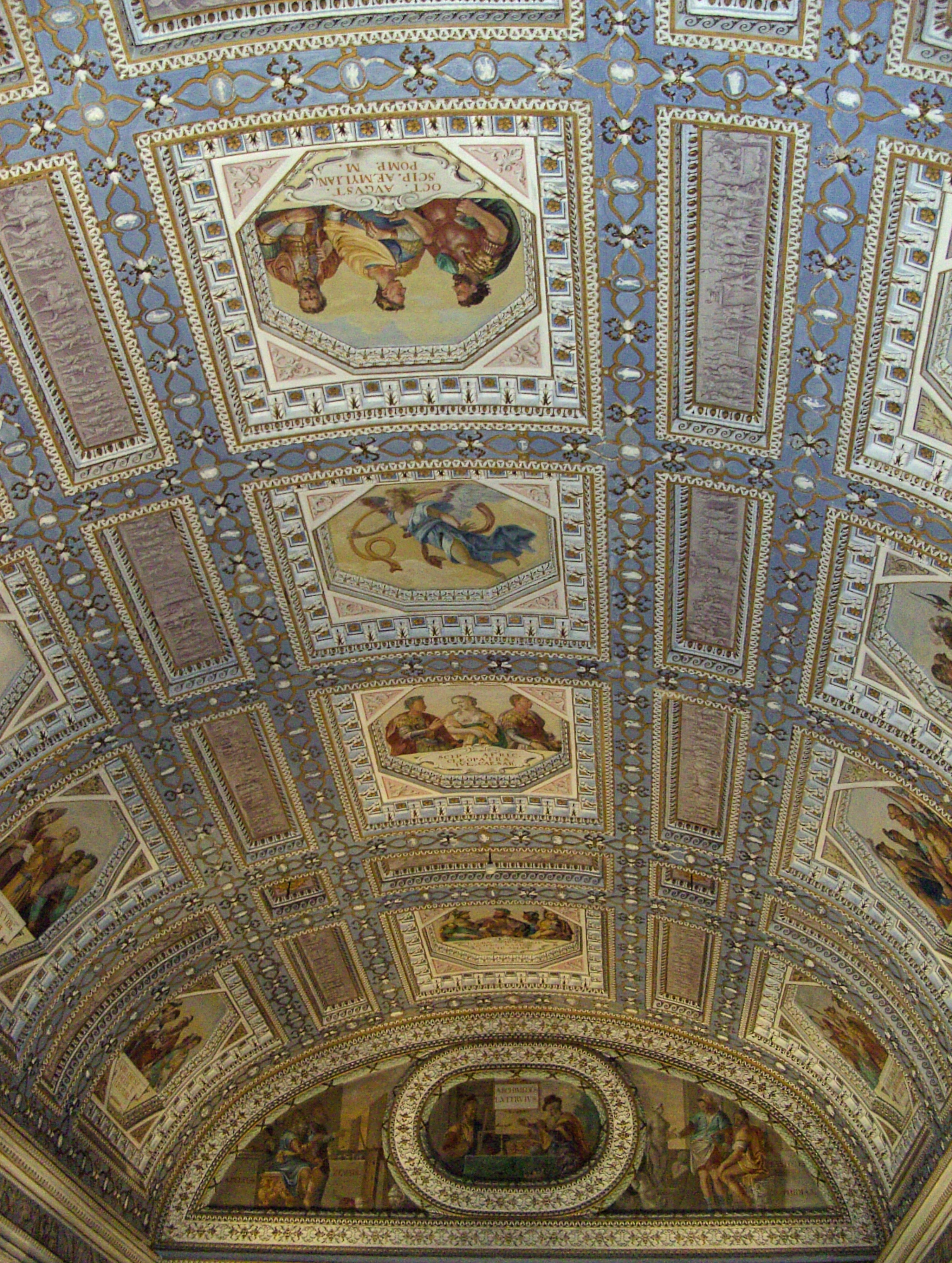
Kassettendecke im Italienischen Saal der Stadtresidenz Landshut

Nachdem der kinderlose König Ludwig II. von Böhmen und Ungarn 1526 gefallen war, baten Gesandte des böhmischen Adels Herzog Ludwig, sich um die böhmische Krone zu bewerben. Diese hatte sein Großvater Albrecht III. noch abgelehnt. Ludwig war dagegen durchaus interessiert, unterlag aber bei der Wahl durch die Landstände dem Habsburger und späteren Kaiser Ferdinand. Wilhelm und Ludwig unterstützten daraufhin Ferdinands Gegenspieler Johann Zápolya in der Hoffnung, so den Einfluss der Habsburger zurückzudrängen. Ludwig versuchte römisch-deutscher König zu werden, verlor bei der Wahl 1531 aber wiederum gegen Ferdinand. Erst drei Jahre später erkannte Ludwig die Wahl an. 1531 wurde Herzog Ludwig dann erster Feldhauptmann des Bayerischen Reichskreises.
1536 schlug ein Feldzug Karls V. nach Italien gegen Frankreich fehl, an dem sich der bayerische Herzog beteiligte, Ludwig lernte dabei jedoch den neuen Palast der Gonzaga in Mantua kennen, wo die italienische Familie seiner Tante Margarete residierte. Von 1537 bis 1543 ließ Ludwig X. sich daraufhin den Italienischen Bau der neuen Stadtresidenz Landshut bauen, das früheste, sich auf italienische Vorbilder beziehende Werk der Renaissancearchitektur nördlich der Alpen. In seiner Residenz Landshut beschäftigte Ludwig u. a. Hans Leinberger, den wohl bedeutendsten bayerischen Bildhauer seiner Zeit, und seinen Hofmaler Hans Wertinger.

### Tod und Erbe
Ludwig starb 1545 ohne Rechtsnachfolger, sodass nach seinem Tode sein Bruder Wilhelm wieder die Alleinherrschaft über Bayern übernehmen konnte. Dies war das endgültige Ende der bayerischen Landesteilungen, nachgeborene Prinzen übernahmen in Zukunft nur Grafschaften, vor allem aber besetzten sie geistliche Fürstbistümer, was mittelbar 1777 zum Aussterben der bayerischen Linie der Wittelsbacher führen sollte.
Nach dem Tode Ludwigs kam es jedoch noch zu Auseinandersetzungen über sein privates Erbe, das seine Schwester Sabina und die Lebensgefährtin des Verstorbenen, Ursula von Weichs, ohne Rechtsgrundlage an sich genommen hatten. Chronisten beschreiben einen häßlichen Auftritt Sabinas gegenüber der Familie und einer zur Wahrung des Erbes gesandten Kommission. Im Zuge der Auseinandersetzung erklärte sie ihren mit der Hochzeit 1511 verbundenen Erbverzicht für nichtig, worauf sie von ihrer bayerischen Familie 16 Wochen in der Neuen Veste in München inhaftiert und dadurch zur Ausstellung eines erneuten Erbverzichts genötigt wurde, den sie am 16. September 1545 siegelte.

## Nachkommen
Aus einer außerehelichen Verbindung, vermutlich mit Anna Elisabeth Eisengrein
(* 1505; † 1556), die eine Tochter des Stuttgarter Bürgermeisters Martin Eisengrein und dessen Frau Agathe geb. Schell war und 1530 zur Ehefrau des Reichsvizekanzlers Jakob von Jonas (* 1500; † 1558) wurde, hinterließ Herzog Ludwig X. eine Tochter:
1. Anna von Leonsberg (* 1525; † 1556) ⚭ 15. Januar 1542 Johann Albrecht Widmannstetter (* 1506; † 1557), der Staatsmann, Humanist, Diplomat, Theologe sowie Philologe war, und als einer der Begründer der abendländischen Orientalistik angesehen wird.[4] Dessen Tochter:
  1. Virginia Kassandra von Widmanstetter  ⚭ 21. Februar 1574 Christoph Stürgkh auf Plankenwarth († 3. November 1594), Besitzer der Burg Plankenwarth und des Palais Stürgkh in Graz, der Regimentsrat und Landmann im steiermärkischen Ritterstand und der nähere Stammvater der Adelsfamilie Stürgkh war, die 1638 in den Freiherrnstand, 1715 in den Grafenstand und 1721 in den Reichsgrafenstand erhoben wurde und bis heute  blüht.[5]

## Ahnentafel
| Ernst Herzog von Bayern-München | Ernst Herzog von Bayern-München | Ernst Herzog von Bayern-München | Ernst Herzog von Bayern-München | Ernst Herzog von Bayern-München         | Ernst Herzog von Bayern-München         |                                         |                                         | Elisabetta Visconti                     | Elisabetta Visconti                     | Elisabetta Visconti | Elisabetta Visconti | Elisabetta Visconti                  | Elisabetta Visconti                  |                                      |                                      | Erich I. Herzog von Braunschweig-Grubenhagen | Erich I. Herzog von Braunschweig-Grubenhagen | Erich I. Herzog von Braunschweig-Grubenhagen | Erich I. Herzog von Braunschweig-Grubenhagen | Erich I. Herzog von Braunschweig-Grubenhagen | Erich I. Herzog von Braunschweig-Grubenhagen |                                   |                                   | Elisabeth von Göttingen           | Elisabeth von Göttingen           | Elisabeth von Göttingen | Elisabeth von Göttingen | Elisabeth von Göttingen | Elisabeth von Göttingen |  |  | Ernst der Eiserne Herzog von Steiermark, Kärnten und Krain | Ernst der Eiserne Herzog von Steiermark, Kärnten und Krain | Ernst der Eiserne Herzog von Steiermark, Kärnten und Krain | Ernst der Eiserne Herzog von Steiermark, Kärnten und Krain | Ernst der Eiserne Herzog von Steiermark, Kärnten und Krain | Ernst der Eiserne Herzog von Steiermark, Kärnten und Krain |                                         |                                         | Cimburgis von Masowien                  | Cimburgis von Masowien                  | Cimburgis von Masowien | Cimburgis von Masowien | Cimburgis von Masowien   | Cimburgis von Masowien   |                          |                          | Eduard König von Portugal | Eduard König von Portugal | Eduard König von Portugal | Eduard König von Portugal | Eduard König von Portugal    | Eduard König von Portugal    |                              |                              | Eleonore von Aragonien       | Eleonore von Aragonien       | Eleonore von Aragonien | Eleonore von Aragonien | Eleonore von Aragonien | Eleonore von Aragonien |
| Ernst Herzog von Bayern-München | Ernst Herzog von Bayern-München | Ernst Herzog von Bayern-München | Ernst Herzog von Bayern-München | Ernst Herzog von Bayern-München         | Ernst Herzog von Bayern-München         |                                         |                                         | Elisabetta Visconti                     | Elisabetta Visconti                     | Elisabetta Visconti | Elisabetta Visconti | Elisabetta Visconti                  | Elisabetta Visconti                  |                                      |                                      | Erich I. Herzog von Braunschweig-Grubenhagen | Erich I. Herzog von Braunschweig-Grubenhagen | Erich I. Herzog von Braunschweig-Grubenhagen | Erich I. Herzog von Braunschweig-Grubenhagen | Erich I. Herzog von Braunschweig-Grubenhagen | Erich I. Herzog von Braunschweig-Grubenhagen |                                   |                                   | Elisabeth von Göttingen           | Elisabeth von Göttingen           | Elisabeth von Göttingen | Elisabeth von Göttingen | Elisabeth von Göttingen | Elisabeth von Göttingen |  |  | Ernst der Eiserne Herzog von Steiermark, Kärnten und Krain | Ernst der Eiserne Herzog von Steiermark, Kärnten und Krain | Ernst der Eiserne Herzog von Steiermark, Kärnten und Krain | Ernst der Eiserne Herzog von Steiermark, Kärnten und Krain | Ernst der Eiserne Herzog von Steiermark, Kärnten und Krain | Ernst der Eiserne Herzog von Steiermark, Kärnten und Krain |                                         |                                         | Cimburgis von Masowien                  | Cimburgis von Masowien                  | Cimburgis von Masowien | Cimburgis von Masowien | Cimburgis von Masowien   | Cimburgis von Masowien   |                          |                          | Eduard König von Portugal | Eduard König von Portugal | Eduard König von Portugal | Eduard König von Portugal | Eduard König von Portugal    | Eduard König von Portugal    |                              |                              | Eleonore von Aragonien       | Eleonore von Aragonien       | Eleonore von Aragonien | Eleonore von Aragonien | Eleonore von Aragonien | Eleonore von Aragonien |
|                                 |                                 |                                 |                                 |                                         |                                         |                                         |                                         |                                         |                                         |                     |                     |                                      |                                      |                                      |                                      |                                              |                                              |                                              |                                              |                                              |                                              |                                   |                                   |                                   |                                   |                         |                         |                         |                         |  |  |                                                            |                                                            |                                                            |                                                            |                                                            |                                                            |                                         |                                         |                                         |                                         |                        |                        |                          |                          |                          |                          |                           |                           |                           |                           |                              |                              |                              |                              |                              |                              |                        |                        |                        |                        |
|                                 |                                 |                                 |                                 | Albrecht III. Herzog von Bayern-München | Albrecht III. Herzog von Bayern-München | Albrecht III. Herzog von Bayern-München | Albrecht III. Herzog von Bayern-München | Albrecht III. Herzog von Bayern-München | Albrecht III. Herzog von Bayern-München |                     |                     |                                      |                                      |                                      |                                      |                                              |                                              |                                              |                                              | Anna von Braunschweig-Grubenhagen            | Anna von Braunschweig-Grubenhagen            | Anna von Braunschweig-Grubenhagen | Anna von Braunschweig-Grubenhagen | Anna von Braunschweig-Grubenhagen | Anna von Braunschweig-Grubenhagen |                         |                         |                         |                         |  |  |                                                            |                                                            |                                                            |                                                            | Friedrich III. Römisch-deutscher Kaiser                    | Friedrich III. Römisch-deutscher Kaiser                    | Friedrich III. Römisch-deutscher Kaiser | Friedrich III. Römisch-deutscher Kaiser | Friedrich III. Römisch-deutscher Kaiser | Friedrich III. Römisch-deutscher Kaiser |                        |                        |                          |                          |                          |                          |                           |                           |                           |                           | Eleonore Helena von Portugal | Eleonore Helena von Portugal | Eleonore Helena von Portugal | Eleonore Helena von Portugal | Eleonore Helena von Portugal | Eleonore Helena von Portugal |                        |                        |                        |                        |
|                                 |                                 |                                 |                                 | Albrecht III. Herzog von Bayern-München | Albrecht III. Herzog von Bayern-München | Albrecht III. Herzog von Bayern-München | Albrecht III. Herzog von Bayern-München | Albrecht III. Herzog von Bayern-München | Albrecht III. Herzog von Bayern-München |                     |                     |                                      |                                      |                                      |                                      |                                              |                                              |                                              |                                              | Anna von Braunschweig-Grubenhagen            | Anna von Braunschweig-Grubenhagen            | Anna von Braunschweig-Grubenhagen | Anna von Braunschweig-Grubenhagen | Anna von Braunschweig-Grubenhagen | Anna von Braunschweig-Grubenhagen |                         |                         |                         |                         |  |  |                                                            |                                                            |                                                            |                                                            | Friedrich III. Römisch-deutscher Kaiser                    | Friedrich III. Römisch-deutscher Kaiser                    | Friedrich III. Römisch-deutscher Kaiser | Friedrich III. Römisch-deutscher Kaiser | Friedrich III. Römisch-deutscher Kaiser | Friedrich III. Römisch-deutscher Kaiser |                        |                        |                          |                          |                          |                          |                           |                           |                           |                           | Eleonore Helena von Portugal | Eleonore Helena von Portugal | Eleonore Helena von Portugal | Eleonore Helena von Portugal | Eleonore Helena von Portugal | Eleonore Helena von Portugal |                        |                        |                        |                        |
|                                 |                                 |                                 |                                 |                                         |                                         |                                         |                                         |                                         |                                         |                     |                     |                                      |                                      |                                      |                                      |                                              |                                              |                                              |                                              |                                              |                                              |                                   |                                   |                                   |                                   |                         |                         |                         |                         |  |  |                                                            |                                                            |                                                            |                                                            |                                                            |                                                            |                                         |                                         |                                         |                                         |                        |                        |                          |                          |                          |                          |                           |                           |                           |                           |                              |                              |                              |                              |                              |                              |                        |                        |                        |                        |
|                                 |                                 |                                 |                                 |                                         |                                         |                                         |                                         |                                         |                                         |                     |                     | Albrecht der Weise Herzog von Bayern | Albrecht der Weise Herzog von Bayern | Albrecht der Weise Herzog von Bayern | Albrecht der Weise Herzog von Bayern | Albrecht der Weise Herzog von Bayern         | Albrecht der Weise Herzog von Bayern         |                                              |                                              |                                              |                                              |                                   |                                   |                                   |                                   |                         |                         |                         |                         |  |  |                                                            |                                                            |                                                            |                                                            |                                                            |                                                            |                                         |                                         |                                         |                                         |                        |                        | Kunigunde von Österreich | Kunigunde von Österreich | Kunigunde von Österreich | Kunigunde von Österreich | Kunigunde von Österreich  | Kunigunde von Österreich  |                           |                           |                              |                              |                              |                              |                              |                              |                        |                        |                        |                        |
|                                 |                                 |                                 |                                 |                                         |                                         |                                         |                                         |                                         |                                         |                     |                     | Albrecht der Weise Herzog von Bayern | Albrecht der Weise Herzog von Bayern | Albrecht der Weise Herzog von Bayern | Albrecht der Weise Herzog von Bayern | Albrecht der Weise Herzog von Bayern         | Albrecht der Weise Herzog von Bayern         |                                              |                                              |                                              |                                              |                                   |                                   |                                   |                                   |                         |                         |                         |                         |  |  |                                                            |                                                            |                                                            |                                                            |                                                            |                                                            |                                         |                                         |                                         |                                         |                        |                        | Kunigunde von Österreich | Kunigunde von Österreich | Kunigunde von Österreich | Kunigunde von Österreich | Kunigunde von Österreich  | Kunigunde von Österreich  |                           |                           |                              |                              |                              |                              |                              |                              |                        |                        |                        |                        |
|                                 |                                 |                                 |                                 |                                         |                                         |                                         |                                         |                                         |                                         |                     |                     |                                      |                                      |                                      |                                      |                                              |                                              |                                              |                                              |                                              |                                              |                                   |                                   |                                   |                                   |                         |                         |                         |                         |  |  |                                                            |                                                            |                                                            |                                                            |                                                            |                                                            |                                         |                                         |                                         |                                         |                        |                        |                          |                          |                          |                          |                           |                           |                           |                           |                              |                              |                              |                              |                              |                              |                        |                        |                        |                        |
|                                 |                                 |                                 |                                 |                                         |                                         |                                         |                                         |                                         |                                         |                     |                     |                                      |                                      |                                      |                                      |                                              |                                              |                                              |                                              |                                              |                                              |                                   |                                   |                                   |                                   |                         |                         | Ludwig X.               |                         |  |  |                                                            |                                                            |                                                            |                                                            |                                                            |                                                            |                                         |                                         |                                         |                                         |                        |                        |                          |                          |                          |                          |                           |                           |                           |                           |                              |                              |                              |                              |                              |                              |                        |                        |                        |                        |